# Jaroslav Mitlener
Jaroslav Mitlener (* 22. ledna 1958) je český politik a lékař, bývalý senátor za obvod č. 38 – Mladá Boleslav, bývalý člen ODS a člen Svobodných.

## Vzdělání, profese a rodina
Vystudoval Lékařskou fakultu Univerzity Karlovy v Hradci Králové, poté nastoupil na ortopedické oddělení Klaudiánovy nemocnice v Mladé Boleslavi, kde působil sedmnáct let, z toho osm let vedl toto oddělení jako primář. Po rozporech s vedením nemocnice v červnu 2000 odešel, založil si soukromou praxi a působí také v Pírkově sanatoriu. Po neúspěšné obhajobě senátorského mandátu vykonával funkci náměstka ředitele Klaudiánovy nemocnice, z tohoto postu odešel v září 2008. Je ženatý, má dvě dcery.

## Politická kariéra
V letech 1998–2002 zastával funkci zastupitele a radního města Mladá Boleslav, přestože dostal nejvíce prefenčních hlasů a byl navržen na starostu, nominaci odmítl a zůstal pouze radním.
V primárních volbách ODS se na Mladoboleslavsku ucházel o nominaci na senátora proti stávající senátorce Jarmile Filipové, volby skončily nerozhodně, Mitlener se vzdal kandidatury ve prospěch Filipové, přesto jej některé místní organizace nominovaly. Proto se primárky opakovaly a v nich překvapivě vyhrál právě Mitlener. Filipová poté kandidovala jako bezpartijní za nezávislé kandidáty a skončila na třetím místě.
Ve volbách 2000 se stal členem horní komory českého parlamentu, přestože jej v prvním kole porazil nestraník kandidující za ČSSD Jiří Dienstbier v poměru 30,01 % ku 25,59 % hlasů, ve druhém kole ovšem Mitlener obdržel 50,21 % hlasů a byl zvolen. V senátu se angažoval ve Výboru pro územní rozvoj, veřejnou správu a životní prostředí.
V roce 2006 podpořil vznikající motoristickou iniciativu ChceteZmenu.cz, která požadovala snížení postihů za různé dopravní přestupky, výstavbu rychlostní silnice R35 (od roku 2016 značené dálnice D35) a zvýšení maximální rychlosti na dálnicích na 140–160 km/h.
Ve volbách 2006 svůj mandát obhajoval a přestože v prvním kole získal 42,75 % hlasů a jeho protivník z ČSSD Jaromír Jermář 31,13 % hlasů, tak ve druhém kole se situace obrátila a Mitlener skončil s 49,45 % druhý. Výsledek voleb napadl, jako argumenty uváděl například negativní kampaň Jermáře, v jehož letácích stálo, že občanský demokrat šel do horní komory pouze pro peníze. Nejvyšší správní soud ovšem lékařovu žalobu zamítl.
Ve volbách do Senátu v roce 2012 kandidoval za Svobodné. Se ziskem 5,68 % hlasů však skončil až na sedmém místě už v prvním kole.